# Olivetti Envision

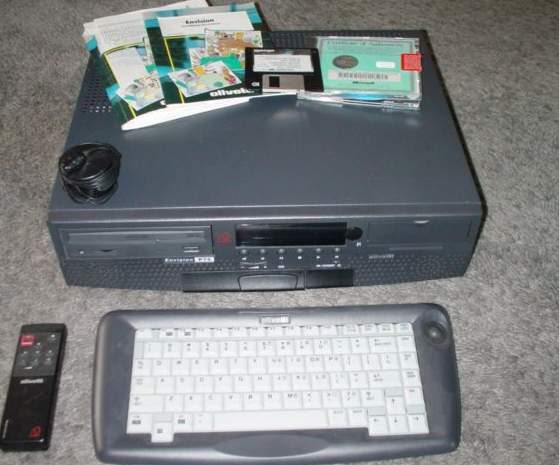
Olivetti Envision P75 с документацией и периферией

Olivetti Envision — мультимедийный бытовой компьютер, производившийся с 1995 года итальянской компанией Olivetti. Производство прекращено в 1996 году из-за плохих продаж. Производился с одним из двух микропроцессоров на выбор: Intel 486 DX4 100 МГц и Intel Pentium P75, и мог воспроизводить CD, CD-ROM, Photo CD и Video CD. Имел клавиатуру, подключаемую через инфракрасный интерфейс.
У Envision было три возможных режима работы:
- Простой (ограниченный использованием инфракрасного пульта дистанционного управления для регулировки громкости и воспроизведения фото, видео или аудио компакт-дисков);
- Промежуточный (упрощенная замена оболочки Windows под названием Oil pilot, которая давала доступ к ограниченному набору программ);
- Расширенный (стандартный графический интерфейс пользователя Windows 95).

Дизайн корпуса разработан Микеле Де Лукки. Цель этого устройства состояла в том, чтобы убедить людей, не разбирающихся в компьютерах, в том, что компьютеры не так уж сложны в использовании и их можно купить и использовать как обычную бытовую технику. По этой причине он намеренно был спроектирован так, чтобы больше походить на видеокассетный магнитофон, чем на компьютер, и был оснащен двумя разъемами SCART (для подключения к телевизору), пультом дистанционного управления, похожим на телевизионный, и слотом для размещения платы декодера спутникового телевидения. 
Производство Olivetti Envision прекращено в 1996 году из-за низких продаж, вызванных его завышенной ценой, множеством ошибок в программном обеспечении и ограниченной возможностью расширения.